# Sierra Madre Oriental
Sierra Madre Oriental je planinski lanac u sjeveroistočnom Meksiku.
Planinski lanac pruža se u rasponu od 1000 km. Od Rio Granda na granici između Coahuila i Texasa na sjeveru prema jugu proteže se kroz savezne države Nuevo León,  Tamaulipas, San Luis Potosí, Querétaro,  Hidalgo i Puebla, gdje se spaja s Transmeksičkim vulkanskim pojasem. Najsjeverniji vrhovi planine su Sierra del Burro i Sierra del Carmen koji se nalaze na granici s Sjedinjenim Američkim Državama. 
Meksički zaljev nalazi se istočno od planine. Meksička visoravan koja je u prosjeku na 1.100 metara visine nalazi se između Sierra Madre Oriental i Sierra Madre Occidental koja je na zapadu. Najviši vrh je Cerro San Rafael na 3700 metara iznad morske razine u saveznoj državi Coahuila u kojoj se nalaze i vrhovi  Sierra de la Marta i Cerro el Potosí drugi i treći po visini.
Ova duga planina poznata je po svojoj bogatoj bioraznolikosti, te velikim brojem endemskih vrsta biljaka i životinja, od suhog sjevera prema vlažnom jugu. Na planini se nalaze borove i šume hrasta lužnjaka na visokim nadmorskim visinama u rasponu od 1000 do 3500 metara. Zaštićena područja uključuju nacionalne parkove Cumbres de Monterrey u Meksiku i Big Bend u Teksasu.

## Vanjske poveznice
- " Sierra Madre Oriental šume borova i hrasta lužnjaka".  Terrestrial Ecoregions. Svjetska organizacija za zaštitu prirode.